# Ашак (блюдо)
Ашак — блюдо афганской кухни, разновидность пельменей.

## Описание
В афганской кухне широкое распространение имеют манты, аналогичные мантам стран Средней Азии. Однако, кроме них существует ещё одна местная разновидность пельменей, известных под названием «ашак». Начинка ашака не содержит мяса, её основу составляет зелёный лук (а именно, шнитт-лук) со специями. Тесто и технология лепки примерно такие же, как у других разновидностей пельменей. Фирменной особенностью ашака является густой соус из томатной пасты с куриным фаршем и специями, несколько напоминающий соус для спагетти болоньезе. «Пельмени» ашак выкладывают на блюдо, щедро поливают густым мясным соусом, прибавляют традиционный афганский йогурт (продукт типа простокваши или мацони) и посыпают сверху сушёной мятой. 
В Афганистане ашак обычно рассматривается как праздничное блюдо. Существуют адаптации ашака, где вместо шнитт-лука используются его ближайшие аналоги: лук-порей, просто зелёный лук, зелёный лук пополам с репчатым, и даже черемша, а также варианты ашака с вегетарианским соусом.